# Master P
Percy Robert Miller (New Orleans, 29 april 1967), beter bekend als Master P, is een Amerikaans rapper en producent. Hij is de oprichter van het platenlabel No Limit Records.
Miller heeft twee broers die ook rappers zijn: Vyshonn (Silkk the Shocker) en Corey (C-Murder). Hij studeerde aan de Universiteit van Houston met een basketbalbeurs, maar stopte en ging een businessstudie volgen aan de Merritt College in Oakland, Californië.
In 1989 erfde hij 10.000 dollar van zijn grootvader en opende hij een muziekwinkel met de naam "No Limit" in Richmond in Californië, die later zou uitgroeien tot een platenlabel. Hij gebruikte zijn eigen label om in 1991 zijn eerste album te promoten. Aan het label waren artiesten verbonden als Snoop Dogg, Mystikal en de broers en zoon (Lil' Romeo) van Master P.
Miller is ook acteur en muziekproducer, en verschijnt in films en op televisie. Hij speelde in onder meer de films Uncle P, Hollywood Homicide en Scary Movie 3. Hij verscheen ook in het tweede seizoen van de ABC-serie Dancing with the Stars.

## Discografie
Albums
- Get Away Clean (1991)
- Mama's Bad Boy (1992)
- The Ghetto's Tryin to Kill Me! (1994)
- 99 Ways to Die (1995)
- Ice Cream Man (1996)
- Ghetto Dope (1997)
- MP Da Last Don (1998)
- Only God Can Judge Me (1999)
- Ghetto Postage (2000)
- Game Face (2001)
- Good Side, Bad Side (2004)
- Ghetto Bill (2005)
- The Gift (2013)

- Gemeinsame Normdatei: 135124603
- International Standard Name Identifier: 0000 0000 5516 5516
- Library of Congress Control Number: no98097247
- MusicBrainz: a5bd836d-8d8f-48a5-b0b7-dbb18b3264dd
- Virtual International Authority File: 22339831
- WorldCat: E39PBJkhFTBBD7Yr7Cw7yHtqcP